# 松平正貞
松平 正貞（まつだいら まささだ）は、江戸時代中期の大名。上総大多喜藩の第2代藩主。大河内松平宗家4代。

## 生涯
天和2年（1682年）、初代藩主松平正久の長男として生まれる。元禄9年（1696年）12月22日、従五位下・織部正に叙任する。宝永2年（1705年）閏4月9日、河内守にあらため、9月25日には備中守を称した。享保5年（1720年）6月27日、5月に死去した父の跡を継ぐ。このとき、弟の正佐に新田2000石を分与して、別家を立てさせている。享保15年（1730年）3月15日、奏者番となる。延享3年（1743年）11月20日、備前守に改める。寛延2年（1749年）1月29日、前年冬に死去した嫡男・久瑞の後を追うように死去した。享年68。跡を養子の正温が継いだ。

## 系譜
父母
- 松平正久（父）
- 中嶋氏 - 側室（母）

正室
- 戸田忠真の娘

子女
- 松平久瑞（長男） 生母は正室

養子、養女
- 松平正温 - 松平信祝の三男
- 松平正温正室 - 松平久瑞の娘